# Comté de Muhlenberg
Pour les articles homonymes, voir Muhlenberg.
Le comté de Muhlenberg est un comté de l'État du Kentucky, aux États-Unis. Fondé en 1798, il a été nommé d'après Peter Muhlenberg. Son siège est Greenville et sa plus grande ville est Central City.